# اکومیتا لیک (نیومکزیکو)
اکومیتا لییک، نیو مکزیکو (به انگلیسی: Acomita Lake, New Mexico) در ایالات متحده آمریکا است که در نیومکزیکو واقع شده‌است.

## خصوصیات
اکومیتا لییک ۹٫۲ کیلومترمربع مساحت و ۳۱۲ نفر جمعیت دارد و ۱٬۸۶۵ متر بالاتر از سطح دریا واقع شده‌است.